# DEA Deutsche Erdöl AG
Die DEA Deutsche Erdöl AG war ein Öl- und Gasunternehmen mit Sitz in Hamburg, zuletzt als Beteiligung der L1 Energy, einer Holding des russischen Oligarchen Michail Fridman. Im Jahr 2018 besaß die DEA Anteile an Öl- und Gaslizenzen in verschiedenen Ländern und betrieb unterirdische Lagerstätten für Erdgas in Deutschland. DEA leitet sich ab von Deutsche Erdöl-Aktiengesellschaft, dem ursprünglichen Namen des Unternehmens. Im Mai 2019 fusionierte die DEA mit Wintershall zur Wintershall Dea.

## Geschichte

### Die Anfangsjahre

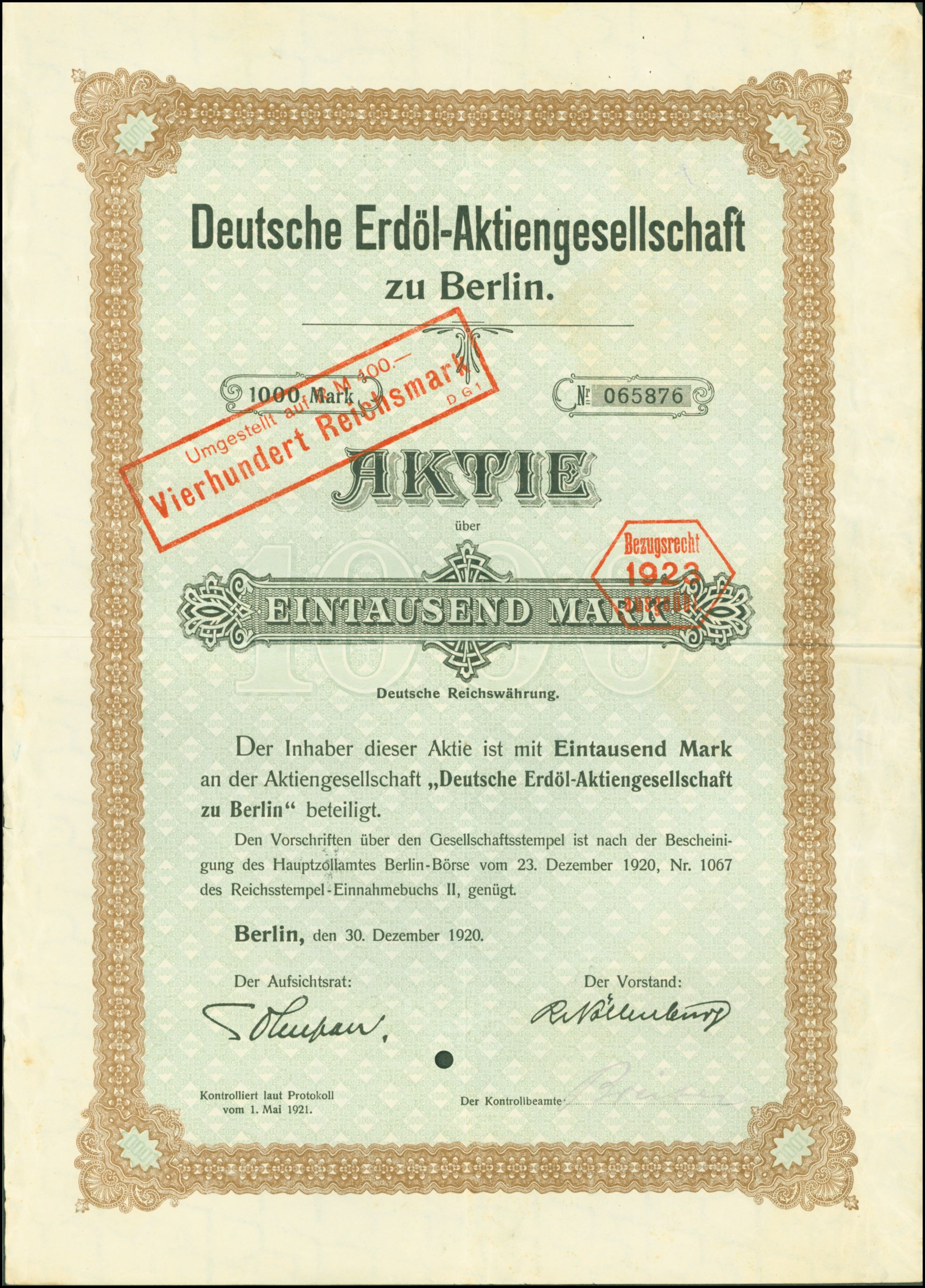
Aktie über 1000 Mark der Deutschen Erdöl-AG vom 30. Dezember 1920

Die Deutsche Tiefbohr-Actiengesellschaft wurde am 10. Januar 1899 in Berlin gegründet. Im Jahr 1900 wurde der Geschäftssitz nach Nordhausen verlegt. Das neue Unternehmen war spezialisiert auf alle Arten von Erdölprodukten, darunter Rohbraunkohle, Briketts für das Beheizen von Wohnungen und für die Industrie, Braunkohleteer und Paraffin. Geschäftsführer war der Krefelder Geschäftsmann Rudolf Nöllenburg.
Im Jahr 1901 stieß man mit einer eigenen Bohrung auf Öl, und im Jahr 1906 wurde Rohöl offiziell zum neuen Hauptgeschäftszweig erklärt. Seit 1907 befand sich die Unternehmenszentrale wieder in Berlin. Im Jahr 1911 fusionierten die DTA und ihre Tochtergesellschaften Vereinigte Norddeutsche Mineralölwerke AG mit der Deutsche Mineralölindustrie AG zur Deutsche Erdoel-Actiengesellschaft (DEA) mit Sitz in Berlin.
Seit 1905/1906 hatte die DEA Anteile an Ölfeldern im Elsass, in Galizien und in Rumänien, verlor jedoch den Hauptteil der Produktion im Ausland bei Ausbruch des Ersten Weltkriegs. Trotzdem brachte die DEA im Jahr 1917 im elsässischen Pechelbronn den ersten Ölschacht der Welt nieder. Anders als bei der oberflächennahen Gewinnung oder der Gewinnung durch Ölbohrungen wurde hier zum ersten Mal Öl mithilfe eines „bergmännischen“ Schachtbauverfahrens gefördert. Dennoch genügte die Binnenproduktion von Öl nicht, um das Überleben des Unternehmens zu gewährleisten, weswegen sich die DEA bis in die frühen 1930er Jahre auf den Kohleabbau konzentrierte.

### Die NS-Zeit
DEA profitierte ab 1934 von der Machtergreifung der Nationalsozialisten unter anderem in Form von Darlehen im Zuge des Reichsbohrprogramms. Seit Adolf Hitlers Vierjahresplan von 1936 war die Schaffung einer Autarkie Deutschlands in Bezug auf die Rohstoffversorgung offizielles Ziel des NS-Regimes. Das Unternehmen begann Produktionen im heutigen Tschechien und in der heutigen Slowakei sowie im Elsass durch Beteiligung an Konsortien wie der 1941 gegründeten Kontinentale Öl AG. 1937/1938 wurden die jüdischen Vorstands- und Aufsichtsratsmitglieder aus dem Unternehmen ausgeschlossen. Die DEA setzte außerdem in großem Maßstab Zwangsarbeiter ein. Wie sich die Beziehungen zwischen der Firmenleitung und dem NS-Regime tatsächlich darstellten, wurde bisher noch nicht untersucht.
Damals deckte die Geschäftstätigkeit des Unternehmens einen Großteil der Produktions- und Lieferkette ab: Gewinnung, Weiterverarbeitung und Verwertung von Mineralölprodukten und deren Weiterverkauf, Erwerb von und Handel mit Schürfrechten sowie die Herstellung von Bergbaumaschinen und -ausrüstungen.
Im Jahr 1938 betrieb das Unternehmen das Steinkohlebergwerk Zeche Graf Bismarck in Gelsenkirchen und die Zeche Königsgrube in Wanne-Eickel. Die Braunkohleproduktion konzentrierte sich auf Niederlassungen in der Region Borna im Verwaltungsbezirk Leipzig und umfasste diverse Braunkohlewerke, Brikettfabriken, eine Steingutfabrik und eine Ziegelfabrik.
Im Jahr 1943 umfasste es Tochtergesellschaften und Unternehmensbeteiligungen wie die Deutscher Mineralöl-Verkaufsverein GmbH in Berlin, die Deutsche Viscobil Oel GmbH in Berlin und die Braunkohle-Benzin AG (BRABAG) in Berlin.
Nachdem die Schöneberger Firmenzentrale durch einen Bombenangriff erheblich in Mitleidenschaft gezogen worden war, wurde 1945 die DEA-Hauptverwaltung samt der leitenden Mitarbeiter von Berlin nach Wietze im Landkreis Celle umgesiedelt.

### Nachkriegszeit

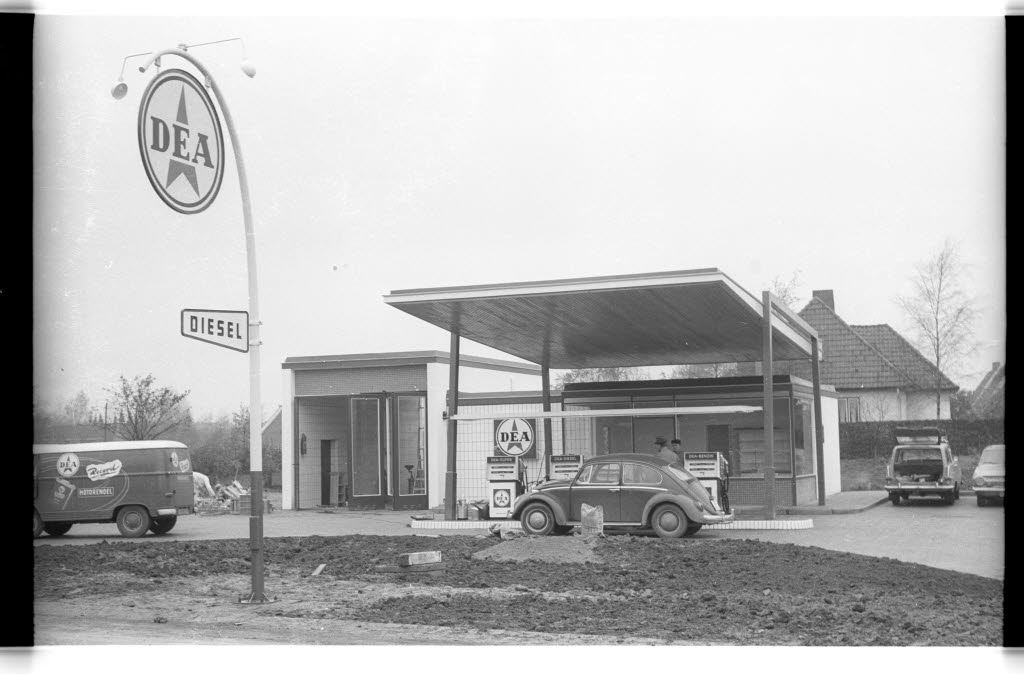
DEA-Tankstelle in Molfsee (1965)

Im November 1949 wurden die Hauptverwaltung und die Verkaufsorganisation für Mineralöle von Wietze im Landkreis Celle nach Hamburg in die Spitalerstraße 10 verlegt; der handelsrechtliche Hauptsitz war bereits 1947 von Berlin in die Hansestadt überführt worden. 1977 wurde der Geschäftssitz in die Hamburger City Nord verlegt.
Als Teil der Expansion der Ölproduktion in Deutschland in den 1950er-Jahren erschloss die DEA dort diverse neue Felder. Im Jahr 1956 brachten Wintershall und DEA die Deutsche Gasolin in Aral ein. 1960 verließ die DEA den Aral-Konzern wieder, um ein eigenes Tankstellennetzwerk aufzubauen.
Im Jahr 1963 leisteten der DEA-Mitarbeiter Rudolf Dittrich und sein Team in Wietze einen entscheidenden Beitrag für die Rettung von vierzehn Bergleuten, die durch das Grubenunglück von Lengede in Niedersachsen unter Tage eingeschlossen worden waren. Im Zusammenwirken mit anderen Rettern setzten sie dafür ganz neue Bohrtechniken ein. Die erfolgreiche Rettung ist in der deutschen Geschichte als das Wunder von Lengede bekannt.
Im Jahr 1965 erwirtschaftete die DEA-Gruppe einen Umsatz von 2,01 Milliarden DM und hatte 26.400 Beschäftigte. Im Jahr 1966 übernahm die Texaco über 90 % der DEA-Aktien. 1970 wurde aus der DEA die Deutsche Texaco AG. Um das Jahr 1970 herum wurde der Bergwerksbesitz in die Ruhrkohle AG (RAG) eingebracht.

### Übernahme, Umstrukturierung und Verkauf durch RWE
Durch die Übernahme der Deutsche Texaco durch die RWE AG im Jahr 1988 entstand die RWE-DEA Aktiengesellschaft für Mineraloel und Chemie. Ab Juli 1989 wurden die Tankstellen des Unternehmens erneut auf den Namen „DEA“ umgerüstet, die Umbenennung und die dadurch erforderliche Umgestaltung von bundesweit rund 2000 Tankstellen nahm Kosten von ungefähr 50 Millionen D-Mark in Anspruch. Die Maßnahme wurde als „die größte Unternehmens-Umbenennung in der bundesdeutschen Geschichte“ bezeichnet. Nach der deutschen Wiedervereinigung wurde das Tankstellennetzwerk auf Ostdeutschland ausgeweitet.

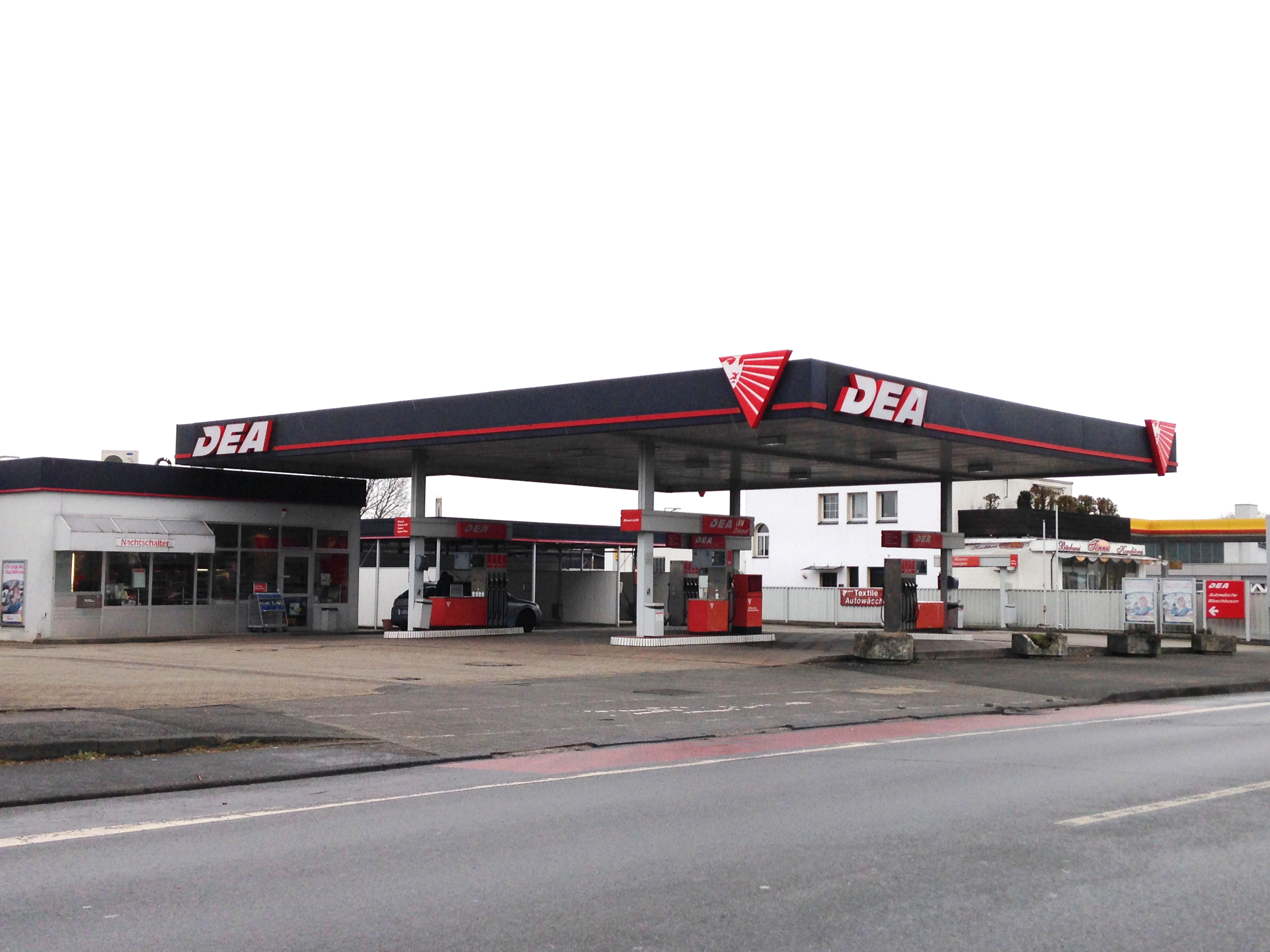
DEA-Tankstelle in Haltern am See (Kreis Recklinghausen), die letzte DEA-Station in Deutschland

Die Chemiesparte Condea wurde 2001 an das südafrikanische Unternehmen Sasol verkauft. Das Joint Venture Fuchs Dea Schmierstoffe GmbH & Co. KG zwischen den Partnern Fuchs Petrolub AG und DEA Mineraloel AG wurde zum 31. Dezember 2001 beendet. Im Jahr 2002 wurde das Downstreamgeschäft (Raffinerien, Logistik, Tankstellen) unter dem Namen Shell & DEA Oil GmbH in ein Joint Venture mit Shell eingegliedert, das zum 1. Juli 2002 vollständig von Shell übernommen wurde. Seit Mitte 2002 konzentriert sich RWE-Dea auf das Upstreamgeschäft. Ab 2004 wurden die meisten DEA-Tankstellen in „Shell“ umgeflaggt, und einige wurden verkauft. Die letzte deutsche DEA-Tankstelle stand zunächst in Haltern. Die Shell AG betrieb sie weiter, um sich die Markenrechte an „DEA“ dauerhaft zu sichern. Im Jahr 2017 wurde diese Tankstelle geschlossen und durch eine alte Shell-Tankstelle mit DEA-Markenzeichen in Lichtenfels ersetzt (Lage).
Im März 2013 kündigte RWE an, DEA verkaufen zu wollen, um mit dem Erlös einen Teil seiner Schulden in Höhe von 33 Milliarden Euro zu tilgen. Bis Anfang 2014 hatte RWE in einem Auktionsverfahren mindestens drei Angebote erhalten. Eines stammte von L1 Energy, einer Tochter der LetterOne Group. Die LetterOne Group ist eine Investmentgesellschaft mit Sitz in Luxemburg, deren Haupteigentümer (indirekt über die Alfa Group) der russische Oligarch Michail Fridman ist. Am 16. März 2014 teilte RWE mit, dass man sich mit LetterOne über den Verkauf der DEA einig geworden sei. RWE Dea wurde auf 5,1 Milliarden Euro bewertet.
Am 30. März 2014 verkündete RWE, dass der Vertrag mit der LetterOne Group unterzeichnet worden sei. Im Juni ordnete der damalige deutsche Wirtschaftsminister Sigmar Gabriel eine Untersuchung des Verkaufs an, die zwei Monate andauerte. Am 22. August 2014 stimmte die deutsche Regierung der Übernahme zu. Im Oktober 2014 berichtete die Financial Times, dass der damalige britische Energieminister Edward Davey angesichts verschärfter Sanktionen gegen Russland dem Verkauf nicht zustimmen wollte. Die milliardenschwere Transaktion wurde trotz der Bedenken der britischen Regierung zu Beginn der ersten Märzwoche 2015 abgeschlossen.

### Fusion mit der Wintershall Holding GmbH
Am 27. September 2018 wurde eine bindende Vereinbarung zur Fusion von DEA und Wintershall bekanntgegeben. Die Fusion erfolgte mit offizieller Genehmigung im Mai 2019. Es entstand das führende unabhängige Gas- und Ölunternehmen in Europa. BASF hält 67 % und LetterOne 33 % der Stammaktien an Wintershall Dea. In Berücksichtigung des Werts des Midstream-Geschäfts von Wintershall Dea erhielt BASF außerdem Vorzugsaktien, wonach sich der derzeitige Gesamtanteil von BASF auf 72,7 % am gesamten Aktienkapital des Unternehmens beläuft. Die Vorzugsaktien sollten am 1. Mai 2022 oder im Zuge eines möglicherweise früheren Börsengangs in Stammaktien umgewandelt werden.

### Verkauf an die Harbour Energy
Kurz vor Weihnachten 2023 wurde bekannt, dass die Wintershall Dea an die britische Harbour Energy verkauft werden soll. Die beiden deutschen Firmensitze in Kassel und Hamburg sollen in dem Zusammenhang geschlossen werden.